# قطعنامه ۳۸۰ شورای امنیت
قطعنامه ۳۸۰ شورای امنیت سازمان ملل متحد که در تاریخ ۰۶ نوامبر ۱۹۷۵ تصویب شد، سندی بین‌المللی دربارهٔ صحرای غربی است. این قطعنامه طی نشست ۱٬۸۵۴ام تصویب شد.